# Raffaello Santi
|  | for anden brug af navnet Rafael, se Rafael. |
Raffaello Santi (født 6. april 1483 i Urbino, død 6. april 1520 i Rom) var en italiensk maler og arkitekt, der anses for at være en af de mest betydningsfulde kunstnere i den italienske renæssance. Han er især kendt for sine harmoniske kompositioner og elegante stil, der har haft en varig indflydelse på vestlig kunst.

## Liv og virke
Raffaello Santi blev født i Urbino, som dengang var et af de kulturelle centre i Italien. Hans far, Giovanni Santi, var en anerkendt maler ved hoffet i Urbino og fungerede som hans første lærer. Efter faderens død i 1494 blev Raphael sat i lære hos Pietro Perugino, en af tidens mest indflydelsesrige kunstnere, hvis stil tydeligt kan spores i Raphaels tidlige værker.
I begyndelsen af 1500-tallet arbejdede han i byer som Perugia og Firenze, hvor han blev inspireret af samtidige mestre som Leonardo da Vinci og Michelangelo. Deres tekniske eksperimenter med lys, skygge og anatomi påvirkede hans egen kunstneriske udvikling.
I 1508 blev han inviteret til Rom af pave Julius II for at arbejde på udsmykningen af Vatikanet. Dette markerede begyndelsen på hans mest produktive periode, hvor han skabte nogle af sine mest kendte værker.

## Værker
Raffaello Santi skabte en lang række værker, både malerier og fresker, der vidner om hans tekniske dygtighed og sans for komposition. Blandt hans mest berømte værker er:
- Skolen i Athen (1509-1511) – En fresko i Stanza della Segnatura i Vatikanpaladset, der skildrer en samling af antikkens filosoffer og videnskabsmænd, herunder Platon og Aristoteles. Værket anses som en hyldest til humanismen og den klassiske tradition.[9]

- Sixtinske Madonna (1512) – Et altertavlemaleri, der viser Jomfru Maria med Jesusbarnet, flankeret af Sankt Sixtus og Sankt Barbara. Maleriet er særligt berømt for de to keruber i bunden, der ofte gengives separat.[10]

- Transfiguration (1516-1520) – Raphaels sidste værk, der skildrer Jesu forklarelse på Tabor-bjerget. Maleriet kombinerer to bibelske episoder og viser kunstnerens evne til at integrere dramatik og symbolik. Det blev efter hans død anset for et af hans mesterværker.[11]

Raphael var også en dygtig portrætmaler og skabte flere kendte portrætter af sin samtid, herunder Baldassare Castiglione og pave Leo X. Han arbejdede desuden som arkitekt og var involveret i flere projekter i Vatikanet, herunder videreførelsen af byggeriet af Peterskirken.

## Indflydelse og arv
Raffaello Santi havde en enorm indflydelse på kunsthistorien. Hans værker blev anset som idealet for renæssancekunst og blev studeret og efterlignet af senere kunstnere som Tizian, Rubens og Ingres. Hans harmoniske kompositioner og elegante figurer satte standarden for malerkunsten i de efterfølgende århundreder.
Hans indflydelse rakte også til arkitektur, hvor han var med til at præge udviklingen af den højrenæssancestil, der kom til at dominere Rom. Hans bidrag til Vatikanets arkitektur og hans planlægning af forskellige paladser demonstrerer hans alsidige talent.

## Død
Raffaello Santi døde pludseligt den 6. april 1520, samme dag som hans 37-års fødselsdag. Årsagen til hans død er stadig genstand for spekulation, men nogle kilder nævner feber eller en akut sygdom. Han blev begravet i Pantheon i Rom, hvor hans gravsten bærer inskriptionen:
"Her hviler Rafael. Mens han levede, frygtede naturen at blive overvundet af ham. Nu, hvor han er død, frygter hun selv at dø."

## Galleri
- Elefanten Hanno, 1516
- Madonna og barnet med den lille Johannes, 1508
- Vergine del pesce, Madonna og barnet med den lille Tobias
- Skolen i Athen